# Золоті яйця (фільм)
«Золоті яйця» (ісп. Huevos de oro) — іспанський фільм 1993 року режисера Бігаса Луни, у головній ролі Хав'єр Бардем.

## Сюжет
Беніто Гонсалес — яскравий інженер з Мелільї із зухвалою та нав'язливою особистістю. Його мрія — побудувати найвищу будівлю в регіоні. Після того, як його кидає дівчина, він повністю присвячує себе своїм амбіціям, вирішивши, що ніщо не стане на його шляху. Він одружується з донькою мільярдера, маючи намір використати гроші її батька для реалізації свого проекту. Беніто вальсує через кар'єру, сповнену надмірностей, фетишів і обманів, але особисті конфлікти, які він розв'язує, врешті-решт, призводять до катастрофи в його житті.
Фільм містить прямі та символічні посилання на творчість іспанського художника-сюрреаліста Сальвадора Далі.

## Виробництво
Зйомки проходили  в Бенідормі, Мелілью та Маямі.

## Акторський склад
- Хав'єр Бардем — Беніто Гонсалес
- Марія де Медейруш — Марта
- Марібель Верду — Клавдія
- Еліза Товаті — Ріта
- Алессандро Гассман — Мігель
- Ракель Б'янка — Ана
- Бенісіо дель Торо — Боб